# Kaveh Madani
Kaveh Madani est un scientifique, activiste et ancien homme politique iranien,. Il a été vice-ministre iranien de l'Environnement de 2017 à 2018.